# Ванадинит
Ванадинитът е минерал, принадлежащ към апатитната група на фосфатите, с химична формула Pb5(VO4)3Cl. Той е един от основните промишлени руди на метала ванадий и незначителен източник на олово. Гъстият и трошлив минерал най-често се среща под формата на червени шестоъгълни кристали. Това е необичаен минерал, образуване от окисляването на оловна руда като галенита например. За първи път открит през 1801 г. в Мексико, находища на ванадинит са открити и в Южна Америка, Европа, Африка и някои части на Северна Америка.

## Произход
Ванадинитът е рядък минерал, възникващ единствено в резултат на химични промени на вече съществуващ материал. Затова е известен като вторичен минерал. Намира се в сухите климати и се окислява от първични оловни минерали. Ванадинитът се открива най-често във връзка с оловния сулфад – галенит. Други подобни минерали са вулфенита, лимонита и барита.
Открит е в Мексико от испанския минералог Андрес Мануел дел Рио през 1801 г. Той нарича минерала „кафяво олово“ и твърди, че съдържа нов елемент, който той първоначално нарича панкромий, а по-късно, еритроний. По-късно обаче, той е разубеден от двама учени, че това не е никакъв нов елемент, а просто нечиста форма на хром. През 1830 г. Нилс Габриел Сефстрьом преоткрива същия елемент, който нарича ванадий. По-късно става ясно, че е идентичен с метала, открит по-рано от Андрес Мануел дел Рио. „Кафявото олово“ на Дел Рио се преоткрива през 1838 г. в Идалго, Мексико и се нарича ванадинит, поради големия състав на ванадий.